# فادی روابه
فادی روابه (به عربی: فادي روابح، آوانگاری: زادهٔ ۲۷ فوریهٔ ۲۰۰۱) یک کشتی‌گیر فرنگی‌کار اهل کشور الجزایر است. وی سابقه حضور در المپیک ۲۰۲۴ پاریس را دارد.  